# 勐唐
勐唐（Muang Thaeng），在越南奠边府市，是老族和泰人传说中发源地。传说在南诏时代，坤布倫的長子昆洛由云南南下至勐唐，至瑯勃拉邦建立勐蘇瓦國（老挝前身）。